# Battaglia di Lincoln (1878)
La battaglia di Lincoln si svolse nel Nuovo Messico (USA) tra il 15 e il 19 luglio 1878; fu lo scontro finale della guerra della contea di Lincoln. È ricordato come uno dei più grandi scontri a fuoco tra pistoleri del vecchio west americano e diede grande notorietà al giovane pistolero Billy the Kid.

## Svolgimento

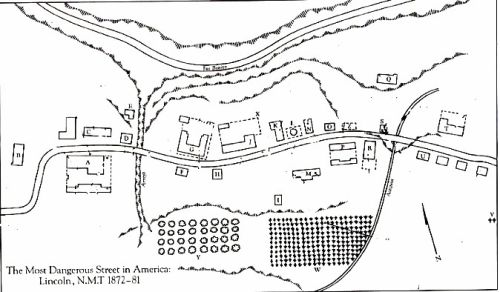
Mappa di Lincoln, Nuovo Messico, come appariva tra il 1872 ed il 1881

Un ampio conflitto tra le due fazioni scoppiò nel pomeriggio del 15 luglio 1878, quando alcuni membri dei Regolatori, la fazione etichettata come criminale dalle autorità locali, furono circondati a Lincoln in due diversi luoghi: la casa di McSween ed il negozio di Ellis. Ad affrontarli c'erano Dolan, Murphy ed i Seven Rivers. Nel negozio di Ellis c'erano asserragliati Scurlock, Bowdre, Middleton, Frank Coe e molti altri. Circa 20 regolatori messicani, guidati da Josefita Chavez, si trovavano attorno alla città. Nella casa di McSween c'erano Alex McSween e la moglie Susan, Billy the Kid, Henry Brown, Jim French, Tom O'Folliard, Jose Chavez y Chavez, George Coe ed una dozzina di vaqueros messicani.
Nei successivi tre giorni infuriò la sparatoria. Tom Cullens, uno dei difensori di casa McSween, fu ucciso da un proiettile vagante. Charlie Crawford, degli uomini di Dolan, fu colpito ad una distanza di 450 metri dal suocero di Doc Scurlock, Fernando Herrera. In questo periodo Henry Brown, George Coe e Joe Smith uscirono da casa McSween diretti al negozio di John Tunstall, dove assediarono due uomini di Dolan in una dipendenza con i fucili, obbligandoli a tuffarsi per scappare. L'impasse continuò fino all'arrivo delle truppe statunitensi comandate dal colonnello Nathan Dudley. Quando i militari puntarono i cannoni sul negozio di Ellis e su altri posti sensibili Doc Scurlock ed i suoi uomini uscirono allo scoperto, così come i cowboy di Chavez che abbandonarono casa McSween.
Il pomeriggio del 19 luglio i soldati dello United States Army diedero fuoco alla casa. Quando le fiamme infuriarono e cadde la notte, a Susan McSween, ad altre donne ed a cinque bambini fu concesso di uscire dalla casa senza pericoli, mentre gli uomini all'interno continuavano a combattere il fuoco. Alle 21:00 gli uomini rimasti all'interno uscirono dall'uscita sul retro. Jim French uscì per primo, seguito da Billy the Kid, O'Folliard e Jose Chavez y Chavez. Gli uomini di Dolan li videro correre ed aprirono il fuoco, uccidendo Harvey Morris, il socio di McSween. Alcuni soldati si portarono sul retro per catturare le persone uscite, quando scoppiò una sparatoria ravvicinata. Alexander McSween ed il Seven Rivers Bob Beckwith morirono. Tre altri regolatori messicani fuggirono approfittando della confusione, per poi riunirsi alla "corazzata" poco lontano.